# Melanopareia
Melanopareia is een geslacht van zangvogels uit de familie Melanopareiidae (maansluipers).

## Soorten
Het geslacht omvat de volgende soorten:
- Melanopareia elegans – Bonte maansluiper
- Melanopareia maranonica – Marañónmaansluiper
- Melanopareia maximiliani – Olijfkruinmaansluiper
- Melanopareia torquata – Diadeemmaansluiper